# یوتا قنطورس
یوتا قنطورس یک ستاره است که در صورت فلکی قنطورس قرار دارد.